# Ameen Zakkar
Ameen Zakkar (Hama, 15 de junio de 1994) es un jugador de balonmano catarí, nacido en Siria, que juega de lateral izquierdo o pivote. Es internacional con la selección de balonmano de Catar.
Disputó los Juegos Olímpicos de Río de Janeiro 2016 con su selección.

## Palmarés internacional
| Campeonato Mundial  | Campeonato Mundial | Campeonato Mundial | Campeonato Mundial |
| Año                 | Lugar              | Medalla            |                    |
| ------------------- | ------------------ | ------------------ | ------------------ |
| 2015                | Catar              | Medalla de plata   |                    |
| Juegos Asiáticos    |                    |                    |                    |
| Año                 | Lugar              | Medalla            |                    |
| 2014                | Incheon            | Medalla de oro     |                    |
| 2018                | Yakarta-Palembang  | Medalla de oro     |                    |
| 2022                | Hangzhou           | Medalla de oro     |                    |
| Campeonato Asiático |                    |                    |                    |
| Año                 | Lugar              | Medalla            |                    |
| 2020                | Ciudad de Kuwait   | Medalla de oro     |                    |
| 2022                | Dammam             | Medalla de oro     |                    |
| 2024                | Baréin             | Medalla de oro     |                    |